# حاجی‌آباد (بیضا)
حاجی‌آباد، روستایی در دهستان هفت خان بخش بانش شهرستان بیضا در استان فارس ایران است.

## جمعیت
بر پایه سرشماری عمومی نفوس و مسکن در سال ۱۳۹۵، جمعیت این روستا برابر با ۳۸۳ نفر (۱۳۱ خانوار) بوده است.